# Rigidité magnétique
En physique des accélérateurs, la rigidité magnétique est une grandeur utilisée pour quantifier l'effet d'un champ magnétique sur le mouvement d'une particule chargée.
Il s'agit d'une mesure de l'impulsion d'une particule, et réfère au fait qu'une particule avec une grande impulsion sera plus difficilement déviée sous l'action d'un champ magnétique. La rigidité magnétique R est définie comme
{\displaystyle R=B.\rho ={\frac {p}{q}}}
où :
- B désigne le champ magnétique,
- ρ le rayon de courbure de la particule du fait de ce champ,
- p est l'impulsion
- q sa charge électrique.

La notation « Bρ » est généralement utilisée.

## Référence
1. ↑  Lee, S.Y. (2004). Accelerator Physics, Second Edition. World Scientific. p. 576.  (ISBN 981-256-200-1)